# イスパニョーラ島
イスパニョーラ島（イスパニョーラとう、フランス語: Hispaniola、スペイン語: La Española、ハイチ語: Ispayola）は、カリブ海にある大アンティル諸島に属する島である。西側3分の1をハイチ、東側3分の2をドミニカ共和国が統治している。東はモナ海峡、西はウィンドワード海峡およびジャマイカ海峡となっている。
島の面積は76,480km²と、世界の島の中では北海道島、樺太島に続いて23番目の大きさである。カリブ海の中ではキューバ島に次いで2番目に大きい。イスパニョーラ島はウィンドワード海峡を挟みキューバの80km南東に位置し、ジャマイカ海峡をはさんでジャマイカ島の北東に位置する。プエルトリコからはモナ海峡を挟んだ西にあり、バハマ諸島の南に当たる。
キューバ・イスパニョーラ・ジャマイカ・プエルトリコは大アンティル諸島を形成する。大アンティル諸島は、小アンティル諸島の火山島やサンゴ礁とは異なり、大陸性の陸塊である。
かつては西側のハイチのほうが人口も国力も東側の現ドミニカ共和国を上回っており、東側は何度もハイチにより侵攻・占領されていた。比較的安定したドミニカ共和国に比べ、ハイチは政情が不安定で世界最貧国の一つであり、農業の規模も小さく国土も森林がほとんど失われ荒廃している。

## 歴史

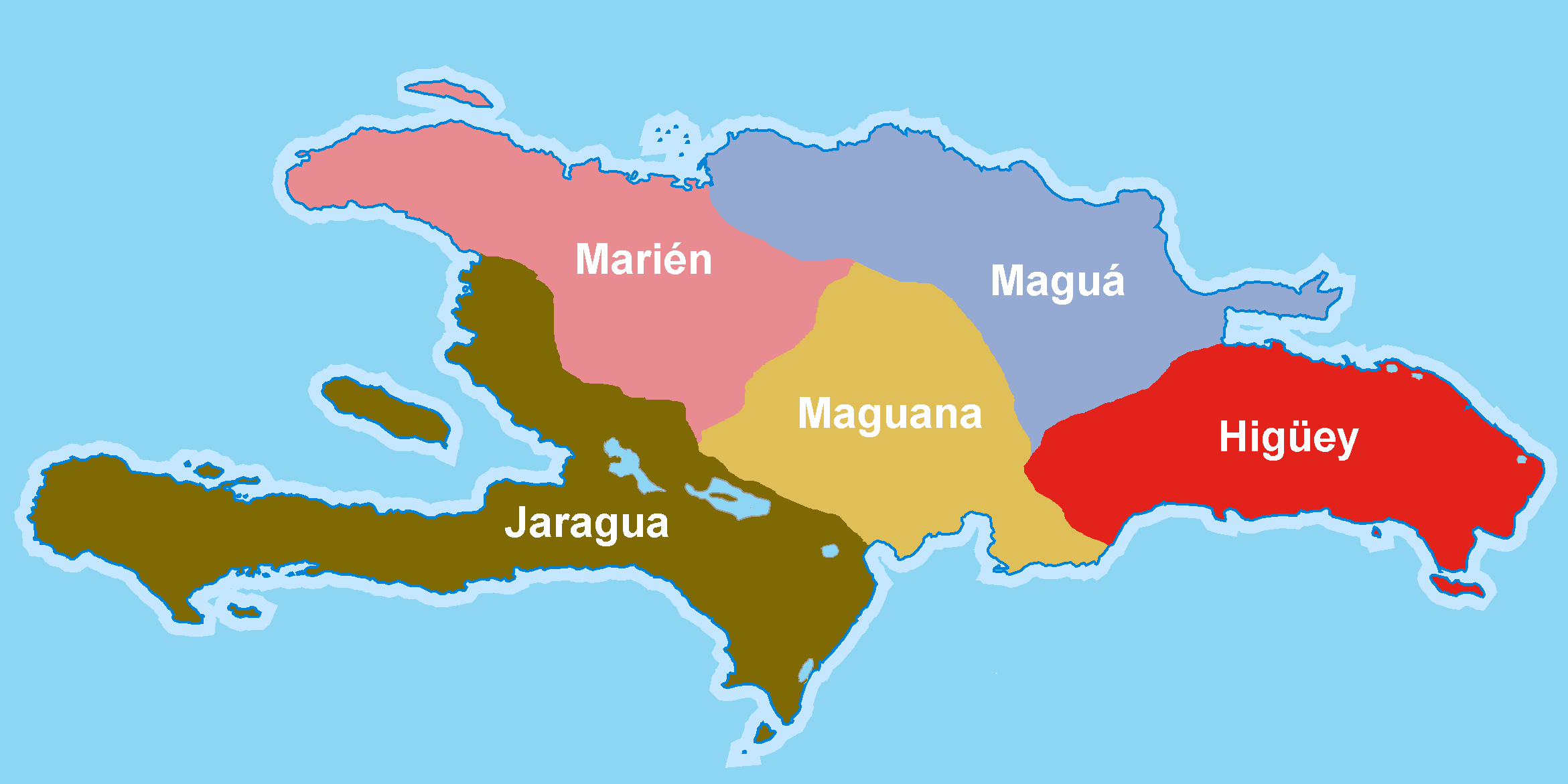
コロンブス到来前のイスパニョーラ島の勢力分布。カシーケ（首長、cacique）に率いられたタイノ人の5つの部族集団がイスパニョーラ島を統治していた

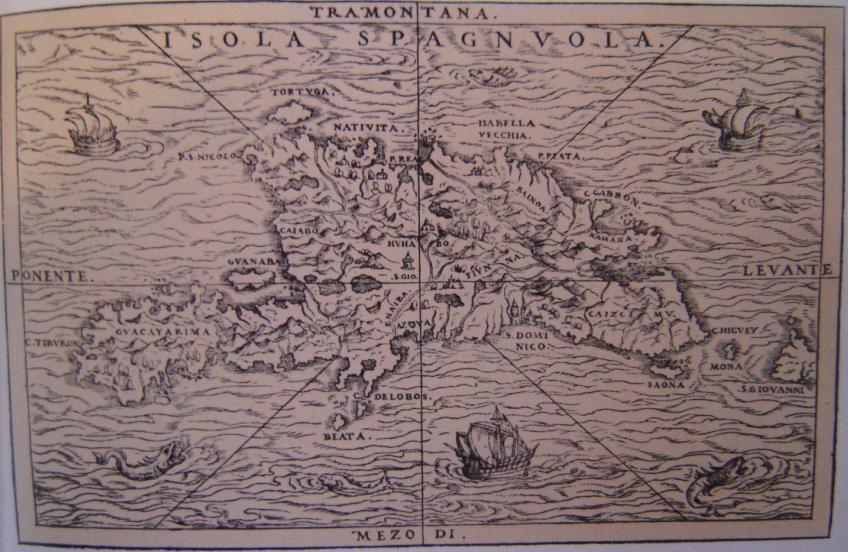
15世紀のスペイン人による地図

クリストファー・コロンブスは1492年12月5日、本島に到達してラ・ナビダッド（La Navidad）を建設。1493年の2回目の航海では南東部のオサマ川河口に新世界最初のスペイン植民地の居住地区であるラ・イサベラを建設した。この植民地の中心は、1496年に新世界最初の西洋人による町・ヌエバ・イサベラ（Nueva Isabela）となったが、まもなくハリケーンで破壊されたため川の対岸にサントドミンゴの町を築いた。
アラワク系の先住民タイノ人はカシーケと呼ばれる首長に率いられて暮らしていた。この島をキスケヤ（Quisqueya、または Kiskeya、「すべての大地の母」の意味と推定されている）と呼んでいた。この名前はハイチ共和国とドミニカ共和国両方の地名に残っており、またドミニカ共和国の国歌は『キスケヤの勇敢な息子たち』（Quisqueyanos valientes）と呼ばれている。その他の先住民による島の呼び名にはアイティ（Ayiti、「高い山の土地」）やボヒオ（Bohio）などがあったが、アイティは、1804年のハイチ共和国独立の際に国名として利用された。ハイチは島中央の山脈の姿に由来し、もともと島全体の呼び名で西側のハイチ共和国側に限定されたものではなく、ドミニカ共和国のある東側もかつてはスペイン領ハイチと呼ばれていた。スペイン人はこの島を聖ドミニコにちなみサント・ドミンゴ島（Santo Domingo）と名づけた。ドミニカ共和国の名や島の西側に存在したフランス植民地（現在のハイチ共和国）サン＝ドマング（Saint-Domingue）の名はこれに由来する。

### フランスとスペインの支配

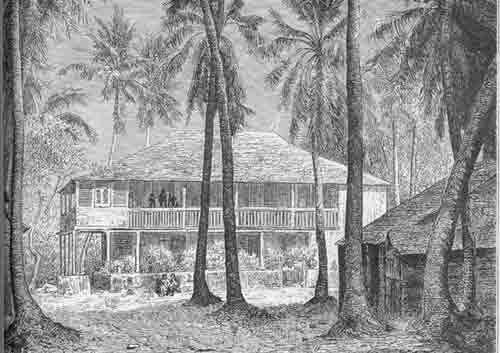
フランス領サンドマングのポルトープランスの邸宅

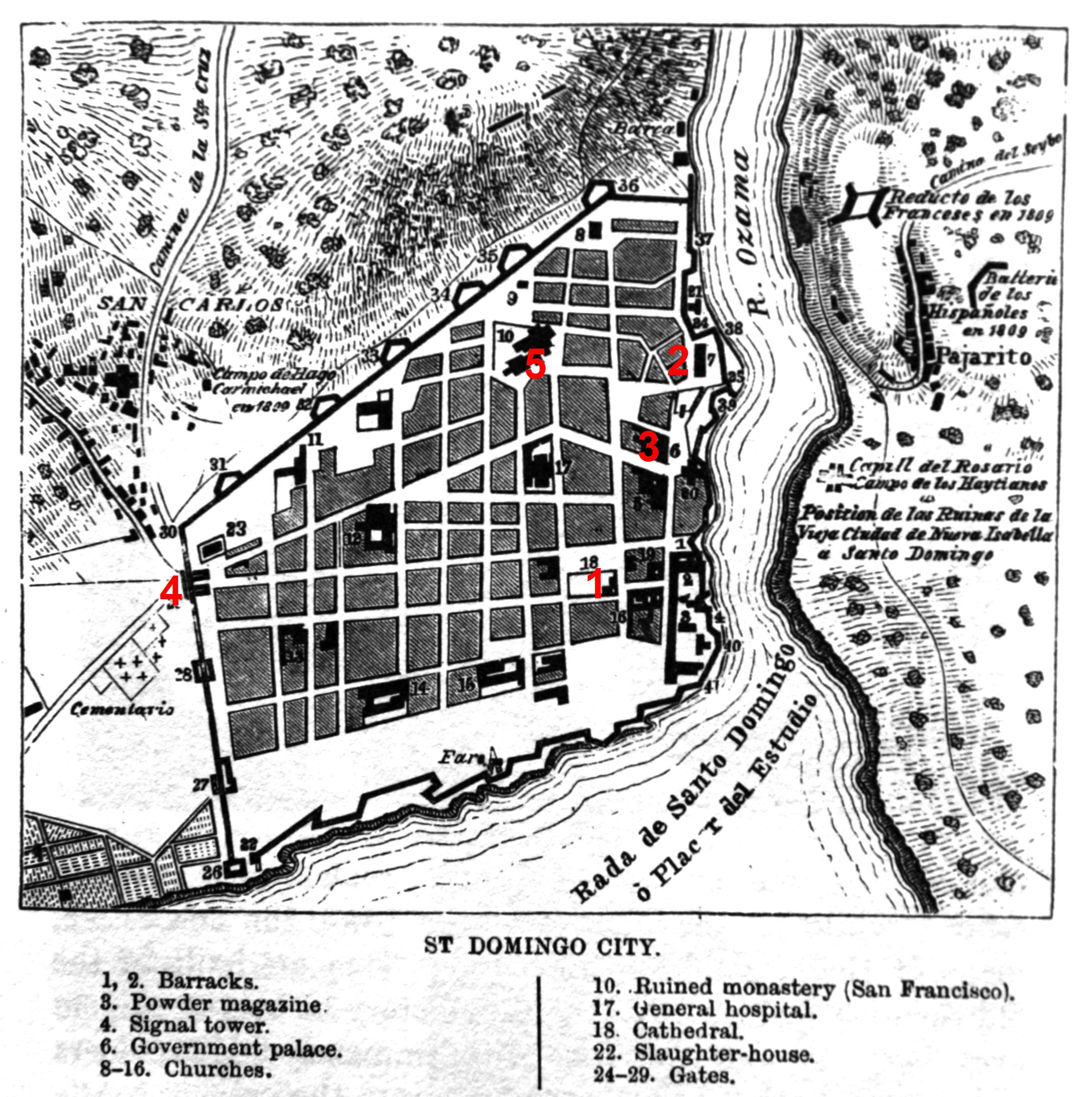
スペイン領サントドミンゴ市の地図

スペイン人による鉱山労働などでタイノ人らは酷使され、持ち込まれた疫病被害もあり25万と推定されるコロンブス以前の人口は激減し絶滅へと向かった。代わってアフリカからの黒人奴隷が大量に送りこまれた。当初のスペインの全島支配に対し、手薄な西側にフランス人などの海賊が侵入し、北西沖合の島トルトゥーガ島は海賊の巣窟と化した。しばしば貿易船や入植地を襲う海賊の脅威に、1606年にはスペイン人は入植者に対しサントドミンゴ周辺に集まって住むよう命令、空白地となった島の残りにはフランスやオランダ、イギリスなどの勢力が殺到した。1660年代以降フランスは島西部の領有を主張し入植地を築き、1697年のライスワイク条約で正式に島の西側3分の1はフランス領となった。
フランス領サン＝ドマングは、北部カプ＝フランセ（現カパイシャン）を中心に砂糖・コーヒーのプランテーションが建設され、フランス植民地の中でも最も利益を生み出す植民地となったが、アフリカから連行され酷使される黒人奴隷の間には不満が高まっていた。

### ハイチ革命とドミニカ独立戦争

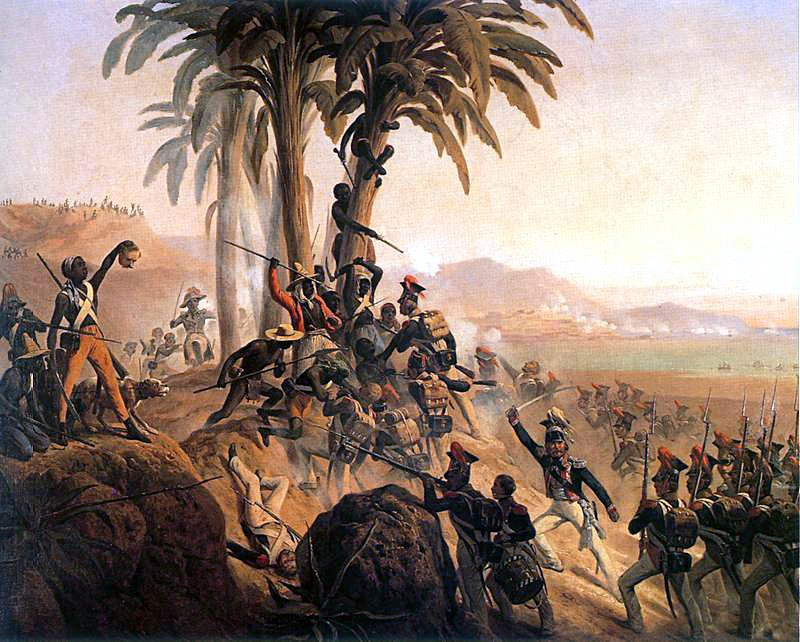
ハイチ革命

フランス革命に乗じて黒人や混血（ムラート）勢力が決起しハイチ革命が起こり、1804年には西半球初の黒人国家ハイチ帝国 (1804年-1806年)を誕生させ、プランテーションを解体させ小作農を多数生み出した。一方で独立後のハイチはフランスにより、放棄したプランテーションなどの賠償金を払うよう強要され財政や経済は混乱してしまった。
スペイン領サントドミンゴは、フランス革命戦争でのスペインとフランスの講和（バーゼルの和約）により1795年にフランスに割譲され、以後サン＝ドマングのハイチ革命の荒波をかぶり、ハイチ黒人軍侵入による奴隷制度撤廃とナポレオン軍侵入による奴隷復活、ハイチ共和国軍に対するフランス軍の駐留継続が続き、ナポレオン戦争後の1814年にスペイン支配が復活するまでにすっかり荒廃してしまった。もともとサントドミンゴを放置していたスペイン人に対し、中南米で独立戦争が荒れ狂う1821年、副総督ホセ・ヌニェス・デ・カセレス（José Núñez de Cáceres）はスパニッシュ・ハイチ独立を宣言しシモン・ボリバルの大コロンビアへの併合を提案した。しかしハイチ共和国大統領ジャン・ピエール・ボワイエにより侵攻され人口の少ないスパニッシュ・ハイチは敗北し、全島がハイチ領となってしまう（ハイチ共和国によるスペイン人ハイチ共和国占領）。
ハイチ支配下で要職はハイチ人が占め、対仏賠償を払うための税金がサントドミンゴ側に課せられるなどの屈辱的な状況下で、スペイン人やメスティーソたちは独立運動を模索した。1838年にフアン・パブロ・ドゥアルテ（Juan Pablo Duarte）が秘密結社ラ・トリニタリア（La Trinitaria）を結成し、1844年にドミニカ共和国独立を成し遂げた。この際のハイチに対する決戦の功績でマティアス・ラモン・メラ（Matías Ramón Mella）とフランシスコ・デル・ロザリオ・サンチェス（Francisco del Rosario Sánchez）はドゥアルテ同様英雄と称えられている。ラ・トリニタリアを支援した富裕な牧場主ペドロ・サンタナが初代大統領となりアメリカ合衆国憲法にならった憲法を制定した。
ハイチ側では元黒人奴隷の将軍フォースタン＝エリ・スールークが事態を収拾し、皇帝に即位した。これに対しハイチの侵攻を恐れるドミニカ共和国は1861年、保護を求めスペイン植民地に逆戻りするが再度の植民地支配に対して反発も強まった。ハイチは独立運動を金銭や拠点の面から支援し、1865年ドミニカ共和国は再独立した。ドミニカ共和国側はスペインという大きな悪よりハイチという小さな悪を選んだ形だったが、ハイチを恐れアメリカ保護領になる提案も出したが合衆国が拒否して失敗した。ドミニカ共和国側では再独立戦争に勝利した黒人軍人ウリセス・ウロ（Ulises Heureaux）がドミニカの大統領として君臨した。19世紀末にはハイチもドミニカも安定し、エリート層と農民層の対立は残しつつ、近代化へ向けた歩みを始める。

### アメリカの介入

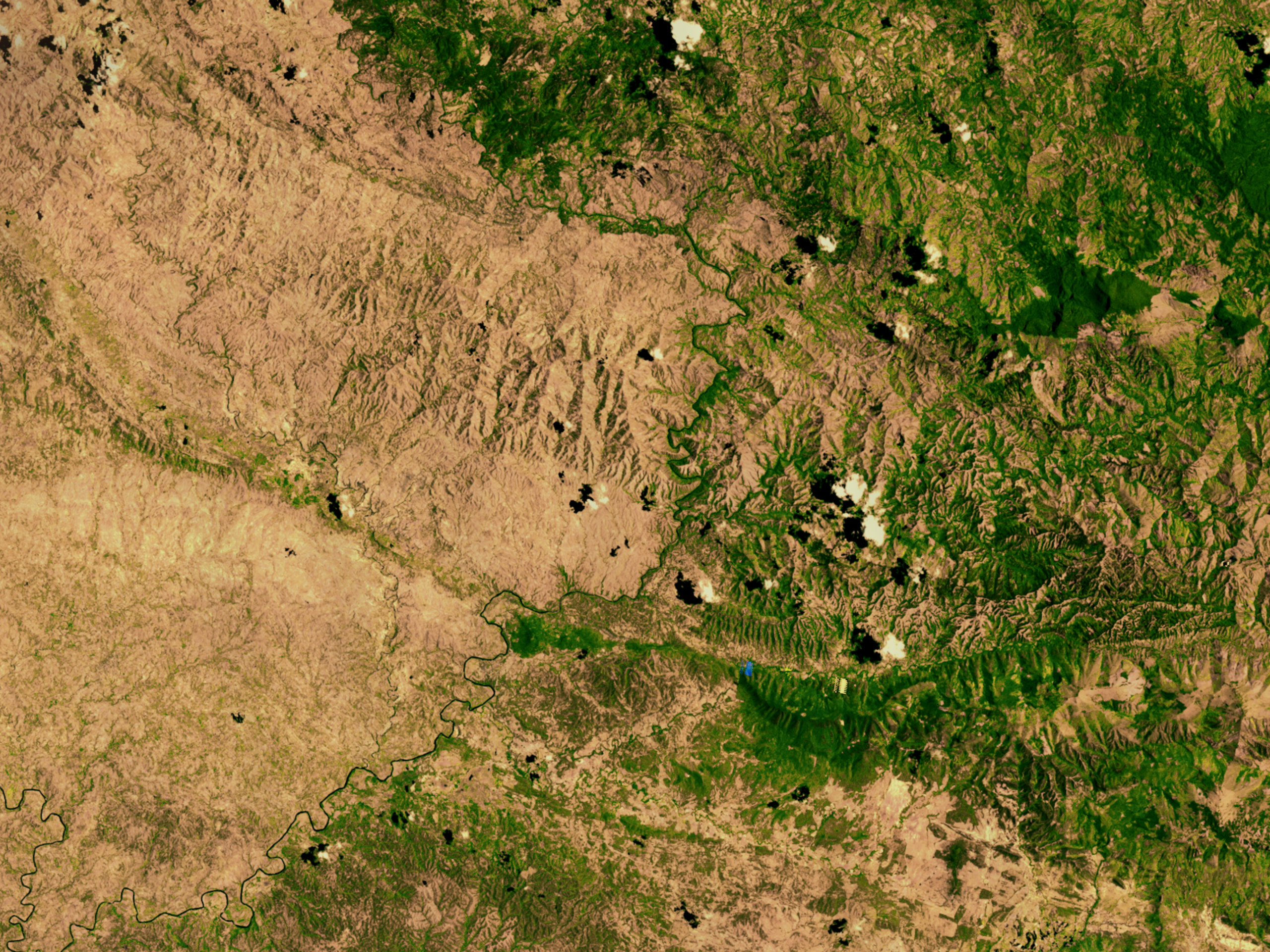
イスパニョーラ島では20世紀に森林伐採が進んだ。特に西側のハイチで乱伐が進行した。森林被覆率が40%のドミニカ共和国に対して、ハイチの森林被覆率は2%にまで低下しており、衛星画像でもやや緑で覆われたドミニカ側とはげ山のハイチ側がはっきりとわかる。

1906年ドミニカ共和国は、ウロ大統領後の混乱収拾と列強に対する債務返済のため、アメリカ合衆国が50年にわたりドミニカ共和国の関税徴収を行う代わりに債務返済の保証をするという提案を受け入れ、事実上の保護国となった。この時期ハイチも対仏賠償や各国への債務が返せず財政難と混乱が続いた。第一次世界大戦時、両国の内政混乱に付け込み列強（特にドイツ帝国）が手を伸ばすのを避けるため、アメリカ軍は1915年にはハイチに、1916年にはドミニカ共和国に出兵して両国を占領した。両国はアメリカ軍支配下で債務を返済し、経済基盤や政治を改善し大規模農業を導入し、有力者の私兵や軍閥に代えて強力で統一された警察や国軍を作るが、これが後に両国の軍部独裁の種となる。
両国ではアメリカ軍への反発が高まり、アメリカも両国を維持する経済力や利益に限界があったため、財政を管理し保護国状態を続けたまま軍は撤退させた。ドミニカ共和国は1924年に、ハイチは1934年にアメリカ軍支配を脱し選挙が復活したが、ドミニカ共和国では1930年に陸軍参謀総長ラファエル・トルヒーヨが大統領に当選し以後30年にわたり国家を私物化する。トルヒーヨは1937年、領内のハイチ人農園労働者ストに際してハイチ人の皆殺しを指示し1日で17,000人から35,000人が殺された（パセリの虐殺）。ドミニカ共和国はハイチに75万ドルの賠償を払ったが、カトリック教会とエリート層に支持され反共的な姿勢がアメリカの支持を受けていたトルヒーヨの支配は揺るがなかった。
一方ハイチではエリート層を構成するムラートの政権が続いたが、多数派黒人の圧力が高まりクーデターや政争が続いた。1957年、黒人の庶民派フランソワ・デュバリエが大統領となったが、彼は独裁権力をふるうようになり1986年まで親子2代にわたる独裁政権がハイチを停滞させた。入れ替わるように、ドミニカ共和国ではトルヒーヨ政権が倒れた。反独裁の動きの中で、第2のキューバ革命勃発を恐れたアメリカはトルヒーヨを見放し、トルヒーヨは1961年に暗殺された。1965年のドミニカ内戦（ドミニカ侵攻）後も軍事政権は続くがホアキン・バラゲール大統領が強権的ながらも政治と経済を安定させ、ドミニカ経済はアメリカの支援もあり回復していった。
20世紀末以降、ドミニカ共和国はきわめて安定した政治のもと経済発展を続けているが、一方のハイチはデュバリエ政権崩壊後も不安定な政情が続き、世界最貧国の一つとなっている。

## 地理

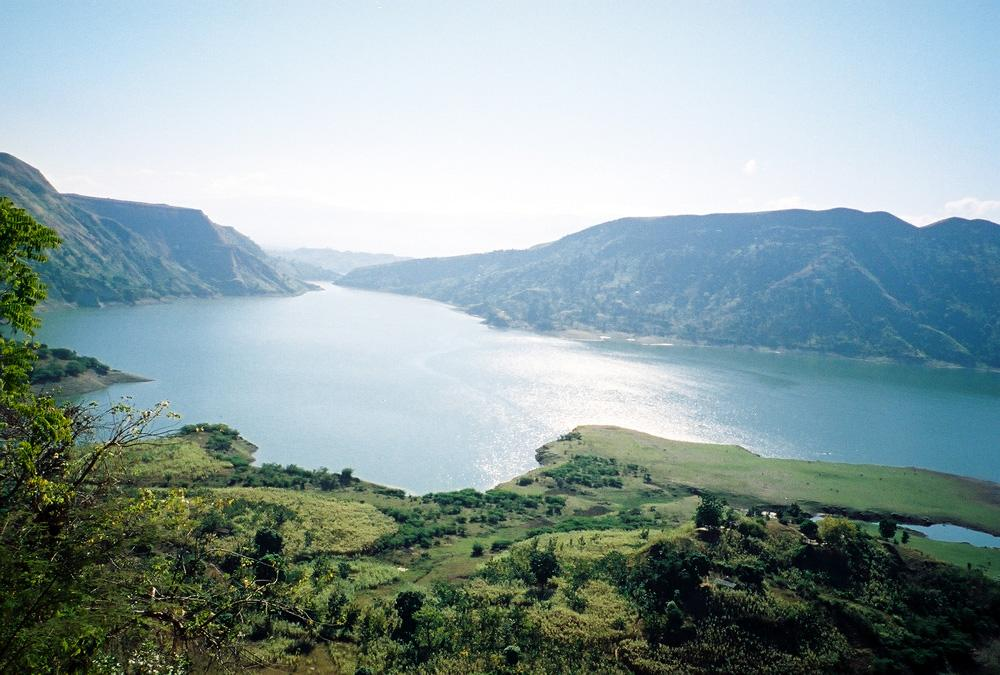
Lac Peligre, ハイチ

イスパニョーラ島には5つの大きな山脈が走る。中央山脈（ドミニカ共和国ではCordillera Central コルディジェーラ・セントラルと呼ばれる）が島の中央を北西から南東方向に伸び、ドミニカ共和国側の南海岸からハイチの北西部（Massif du Nord マッシフ・デュ・ノール、北部山塊）に至る。この山脈には、島の最高峰で大アンティル諸島の最高峰でもあるピコ・ドゥアルテ（Pico Duarte、3,087m）がある。中央山脈の北に並行して、セプテントリオナル山脈（Cordillera Septentrional コルディジェーラ・セプテントリオナル、北部山脈）が、東のサマナ半島（Samaná Peninsula）からドミニカ共和国の北海岸を走る。その最高峰はピコ・ディエゴ・デ・オカンポ（Pico Diego de Ocampo）である。中央山脈とセプテントリオナル山脈の間はドミニカ共和国側はシバオ・バレー（Cibao Valley）と大西洋海岸平野、ハイチ側では北部平野となっており、両国の農業地帯になっている。ドミニカ共和国の南東部にはより低い山脈、オリエンタル山脈（Cordillera Oriental コルディレラ・オリエンタル）が走る。
シエラ・デ・ネイバ（Sierra de Neiba）は中央山脈の南にあり、ドミニカ共和国南西から北西方向に伸び、ハイチ中部に至りゴナイーブ湾に出る（ハイチではノワール山地 Montagnes Noires、Chaîne des Matheux、Montagnes du Trou d'Eau などになる）。
南部山脈はドミニカ共和国最南端のシエラ・デ・バオルコ（Sierra de Bahoruco）に始まり、ハイチのセル山地（Massif de la Selle）とオット山地（Massif de la Hotte）になりハイチ南部の細長い半島・チビュロン半島を形成する。この山地にあるラ・セル山（Pic de la Selle）がハイチの最高峰（2,680m）になる。南部山脈とシエラ・デ・ネイバの間は低地であり、ハイチではクルドサック平野（Cul-de-Sac）と呼ばれ、その西端にハイチの首都ポルトープランスはある。この低地には塩水湖が連なり、ハイチのソーマトル湖（Saumatre）、ドミニカ共和国のエンリキーヨ湖（Enriquillo）が代表的である。
イスパニョーラ島は、南のカリブプレートと北にある北アメリカプレートが接する沈み込み帯の上にある。カリブ海プレートは北アメリカプレートに対して年に20mmずつ東へ動いており、イスパニョーラ島に東西の横ずれ断層を作り出している。ハイチ北部にはセプテントリオナル断層（Septentrional fault）が、ハイチ南部にはエンキリーヨ＝プランテイン・ガーデン断層（Enriquillo-Plaintain Garden fault）がある。2010年1月のハイチ地震を起こしたのはエンキリーヨ＝プランテイン・ガーデン断層で、250年間地震の記録がなく歪みが蓄積していた。

## 生態系

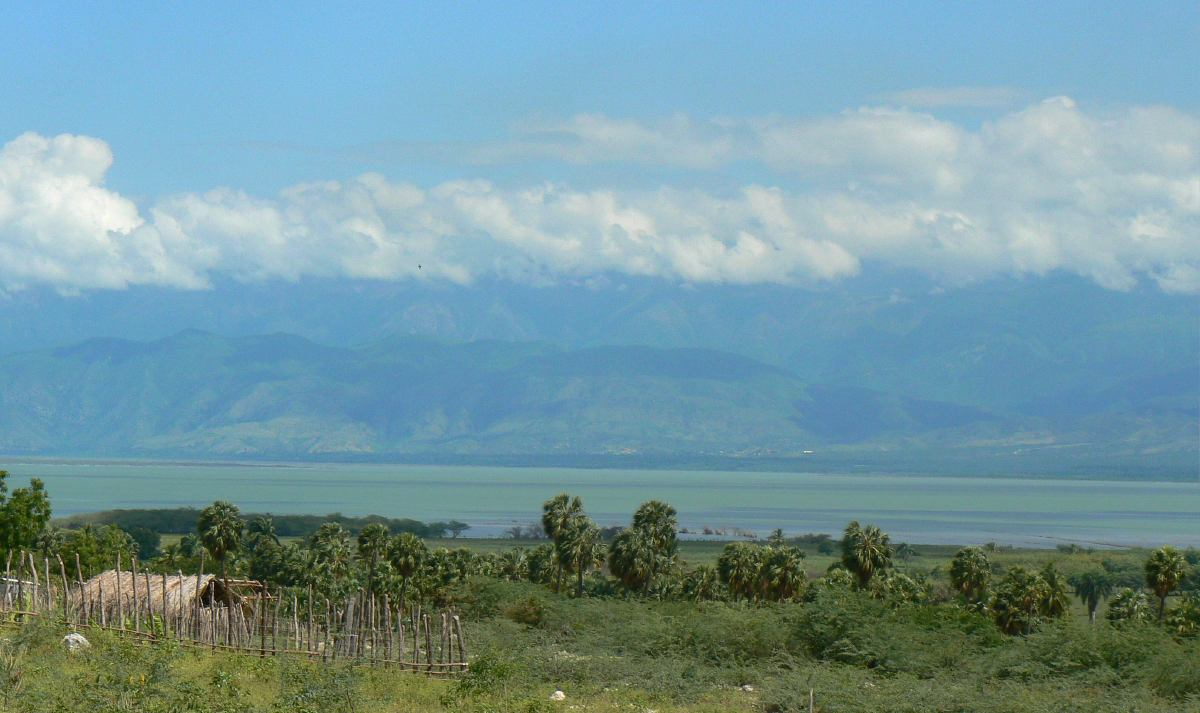
エンキリーヨ湖

イスパニョーラ島の気候は湿潤な熱帯気候である。
島の生態系は大きく4つにわかれる。イスパニョーラ湿潤林（Hispaniolan moist forests）は島のおよそ50%、とくに湿った風が山脈に当たり雲となり大雨を降らせる北部と東部の海抜2,100m以下の陸地を覆っている。イスパニョーラ乾燥林（Hispaniolan dry forests）は島の20%、山脈の陰となり雨のあまり降らない中央部シバオ・バレーや南部と西部の低地を覆っている。
イスパニョーラ針葉樹林（Hispaniolan pine forests）は山がちな島の面積の15%にあたる、海抜850m以上の高山部を覆っている。エンキリーヨ湿地（Enriquillo wetlands）は水につかった草原やサバンナで、島の南西部の低地に連なる塩水湖や潟の周囲を覆っている。